# Henryk Muszkat
Henryk Muszkat pseud. Kazimierz, Grabiński, H. Marabut, Minkowski, Henryk Muszyński (ur. 27 listopada 1898 w Holszanach w powiecie oszmiańskim, zm. 1937 w ZSRR) - działacz KPP i KPZU, sekretarz Centralnej Redakcji KPP, sekretarz górnośląskiego Komitetu Okręgowego (KO) KPP i Obwodu Węglowego KPP, kierownik Sekretariatu Krajowego KC KPZU i Sekretariatu Krajowego KC KPP.

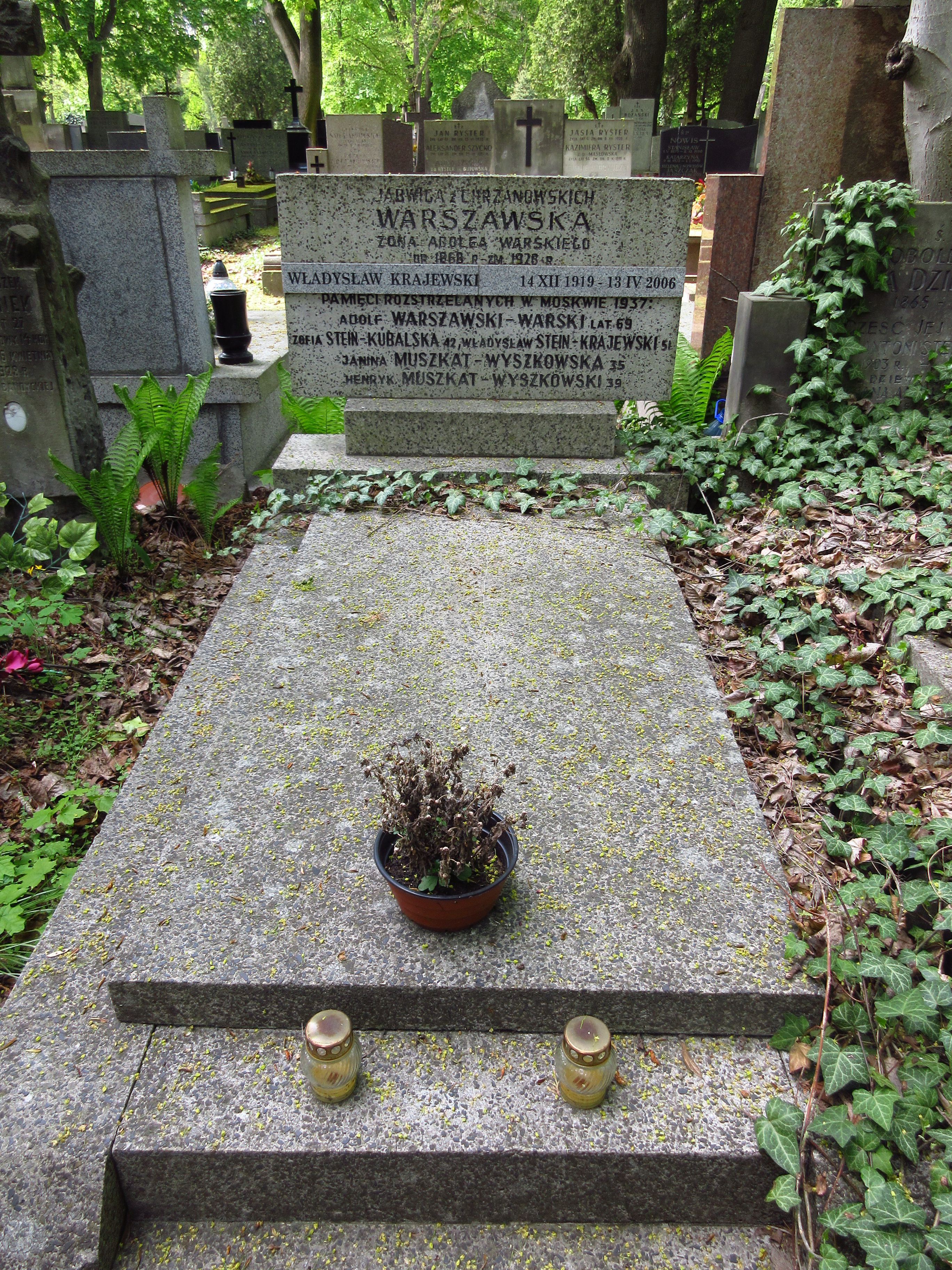
Grób symboliczny Henryka Muszkata na Cmentarzu Bródnowskim.

Syn żydowskiego lekarza Mariana i Julii z Hertzów. Skończył gimnazjum Polskiej Macierzy Szkolnej w Piotrogrodzie i studiował na Wydziale Prawa Uniwersytetu Warszawskiego, studiów nie ukończył. Od października 1918 członek PPS-Lewicy, a od grudnia 1918 KPRP/KPP. 1918–1919 członek Komitetu Dzielnicowego (KD) KPRP w Warszawie, 1920-1922 pracownik Centralnej Redakcji KPRP, a od 1928 jej sekretarz. 1922-1923 członek KO KPRP Górnego Śląska, a od 1930 jego sekretarz. Działacz Komitetu Warszawskiego KPP. 1932–1933 kierownik sektora polskiego Międzynarodowej Szkoły Leninowskiej w Moskwie. Uczestnik VI Zjazdu KPP w Mohylewie w październiku 1932, IV Zjazdu KPZU w Worzelu koło Kijowa w październiku 1934 i II Zjazdu KPZB w Slepiance pod Mińskiem. 1935-1936 pracownik redakcji polskiej wydawnictw Instytutu Marksa-Engelsa-Lenina przy KC WKP(b). Współpracownik Przedstawicielstwa KPP przy Komitecie Wykonawczym Kominternu. W lipcu 1937 został aresztowany przez NKWD, następnie stracony. Zrehabilitowany w 1955. Grób symboliczny Henryka Muszkata znajduje się na cmentarzu Bródnowskim w Warszawie (kwatera 51A-5-26).
Był mężem Janiny Warszawskiej-Warskiej i zięciem Adolfa Warskiego, miał syna Krzysztofa.